# La Neuville-Sire-Bernard
La Neuville-Sire-Bernard település Franciaországban, Somme megyében. Lakosainak száma 279 fő (2022. január 1.). La Neuville-Sire-Bernard Braches, Moreuil, Le Plessier-Rozainvillers és Trois-Rivières községekkel határos.

## Népesség
A település népességének változása:
| Lakosok száma | 275  | 278  | 282  | 285  | 295  | 301  | 311  | 295  | 279  |
|               | 2013 | 2015 | 2016 | 2017 | 2018 | 2019 | 2020 | 2021 | 2022 |